# Porträt des Terentius Neo und seiner Frau
Das Porträt des Terentius Neo und seiner Frau ist ein Fresko aus dem 1. Jahrhundert n. Chr. und wurde 1868 in Pompeji entdeckt. Es zählt zu den bekanntesten Kunstwerken der römischen Wandmalerei und befindet sich heute im Archäologischen Nationalmuseum von Neapel. Dargestellt ist sehr wahrscheinlich ein Bäcker mit seiner Frau.

## Beschreibung
Das Fresko stellt allem Anschein nach ein Liebespaar dar, das in einer dauerhaften Lebensgemeinschaft verbunden ist. Die büstengroßen Figuren werden von links oben durch ein sanftes Licht beleuchtet. Die Frau ist nach vorne versetzt und nimmt mehr als die Hälfte des Bildraums ein, wodurch der Mann etwas verdeckt und an den rechten Bildrand gedrängt wird. Der Mann trägt die weiße Toga, was ein Zeichen dafür ist, dass er ein römischer Bürger ist. Er ist also frei geboren oder zumindest ein Freigelassener. Für eine weiter gehende Mitgliedschaft in der Magistratur der Stadt liefert seine Kleidung keine Anhaltspunkte. Die Frau trägt eine rosarote Tunika und einen Mantel. Der Teint der Frau ist rosiger und heller als der des Mannes. Diese Unterscheidung der Hautfarbe nach Geschlecht entspricht einem in der Antike weit verbreiteten Topos.

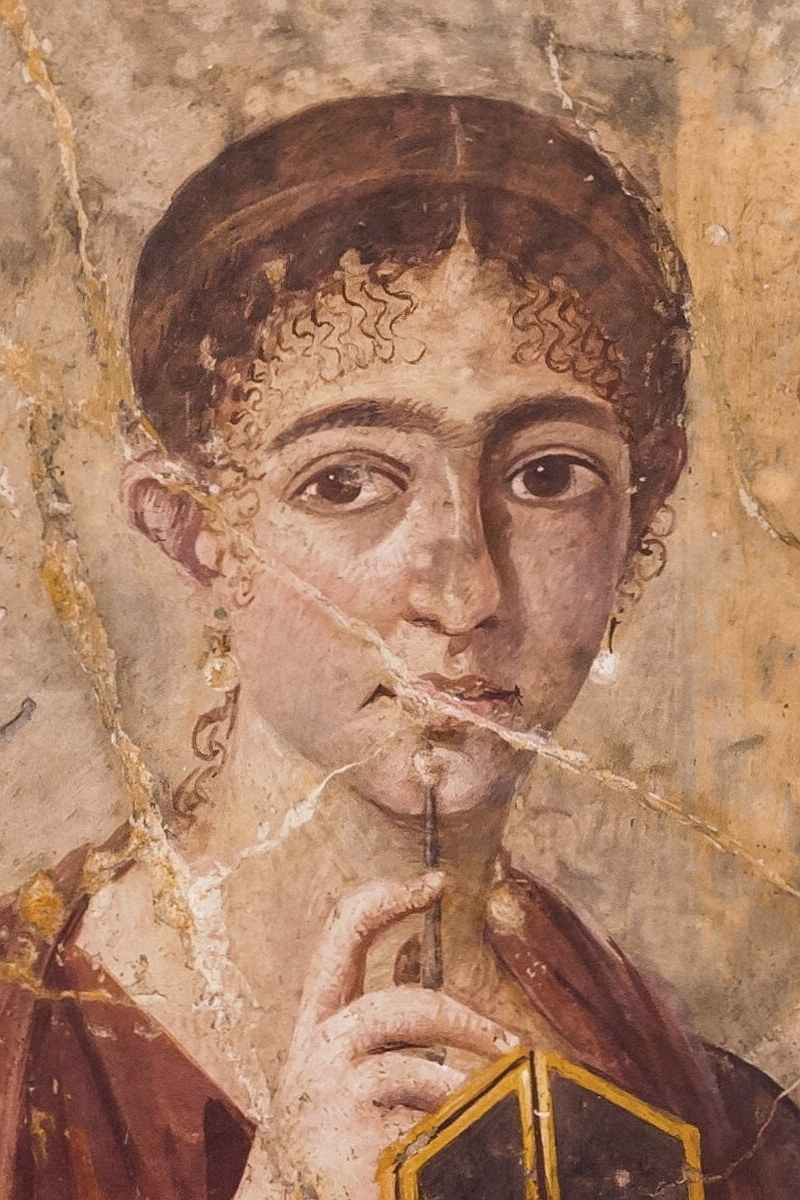
Frau mit Griffel und Schreibtafel

Die Frau hat ein ovales Gesicht, das in Dreiviertelansicht gezeigt wird, während ihr Mann nahezu in Frontalansicht zu sehen ist. Ihre rechte Gesichtshälfte ist aufgrund des Lichteinfalls etwas abgedunkelt. Sie trägt ihr Haar mit einem Haarband dicht am Kopf und in der Mitte gescheitelt, wobei feine Schlangenlocken ihre Stirn und Wangen einrahmen und ein paar Locken ihren Nacken hinunterfallen. Die buschigen Augenbrauen verlaufen in zwei kräftigen Bögen, die sich auf dem Nasenrücken treffen, und umrahmen große braune Augen, wobei die Augenlider wie auch beim Mann durch zwei parallel verlaufende Linien angedeutet werden. Die Frau hat ihren klaren und durchdringenden Blick auf den Betrachter gerichtet. Aufgrund der Kopfhaltung sind ihre Augen dabei leicht nach links gewendet. Dadurch entsteht vielleicht auch der Eindruck, dass sie am Betrachter vorbei in die Ferne blickt. Auffallend ist bei der Frau, wie die Besonderheiten ihrer großen Nase dargestellt werden. Die unterschiedlich verlaufende Nasenbreite und ihr bauchiges Ende sind mit Lichtern hervorgehoben. Die Nase wirft zudem einen deutlichen Schatten auf die rechte Gesichtshälfte. Ihr Mund ist schmal und besitzt volle und gleichmäßige geschwungenen Lippen. Die leicht angehobenen Mundwinkel deuten ein Lächeln an, das sich allerdings nicht in der Augenpartie wiederfindet.

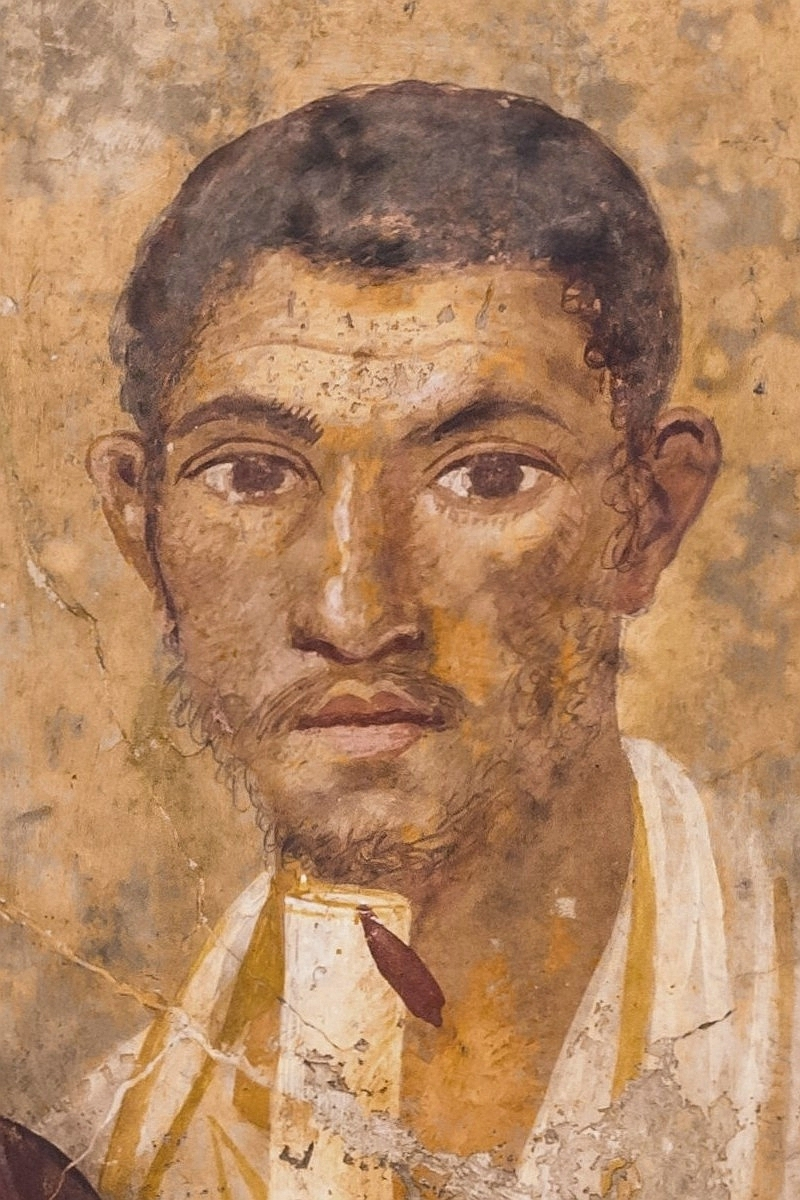
Mann mit Schriftrolle

Der Kopf des Mannes ist größer, blockiger und breiter als der seiner Frau. Sein Gesicht ist zudem flächiger und weniger differenziert ausgestaltet. So finden sich keine nennenswerten Verschattungen, die sich aufgrund des Lichteinfalls ergeben würden. Seine Augen sind weiter voneinander entfernt und seine Augenbrauen weisen am Nasenrücken einen deutlichen Abstand zueinander auf. Die Augen des Mannes sind eher mandelförmig und weniger klar als die seiner Partnerin, was auch auf den fehlenden Augenreflex zurückzuführen ist. Im Gegensatz zur Frau trifft sein Blick den Betrachter direkt und unmittelbar. Die Nase des Mannes wird im Wesentlichen mit einer hellen wellenförmigen Linie beschrieben. Am unteren Ende verbreitert sich seine Nase mit deutlich betonten Nasenlöchern. Sein Mund besitzt stärker geschwungene Lippen, wobei die Oberlippe deutlich dunkler dargestellt wird. Sein wenig ausgeprägter Vollbart ist im Wangen- und Kinnbereich mit einzelnen gebogenen Pinselstrichen ausgearbeitet. Über der Oberlippe ist die Linienführung gerader und dichter.
Mann und Frau werden mit literarischen Attributen abgebildet. Sie ist mit einer zweiteiligen Wachstafel (diptychon) dargestellt und scheint darüber nachzudenken, was sie als Nächstes mit ihrem Griffel (stilus) schreiben wird, wobei die mit schwarzem Wachs beschichteten Schreibflächen dem Betrachter zugewendet sind. Er hält eine Schriftrolle (rotulus) mit einem roten Siegel in der Hand. Parallele Gesten verbinden die Dargestellten mit ihren Schreibutensilien. So wie die Frau den Griffel, den sie in der rechten Hand hält, an die Lippen hebt, so berührt der Mann mit der Schriftrolle sein Kinn. Vermutlich wollten die Porträtierten dem Betrachter zu verstehen geben, dass sie lesen und schreiben konnten. Man kann sich aber auch fragen, ob das Paar, das volkstümlich und wenig vornehm wirkt, tatsächlich des Lesens und Schreibens kundig war oder ob es sich diese Attribute der Bildung nur aneignen wollte. Sicher ist jedenfalls, dass der Mann und die Frau diese Fertigkeiten schätzten und den Künstler beauftragten, das Lesen und Schreiben in ihrem Bild zu kodieren.

## Fundort

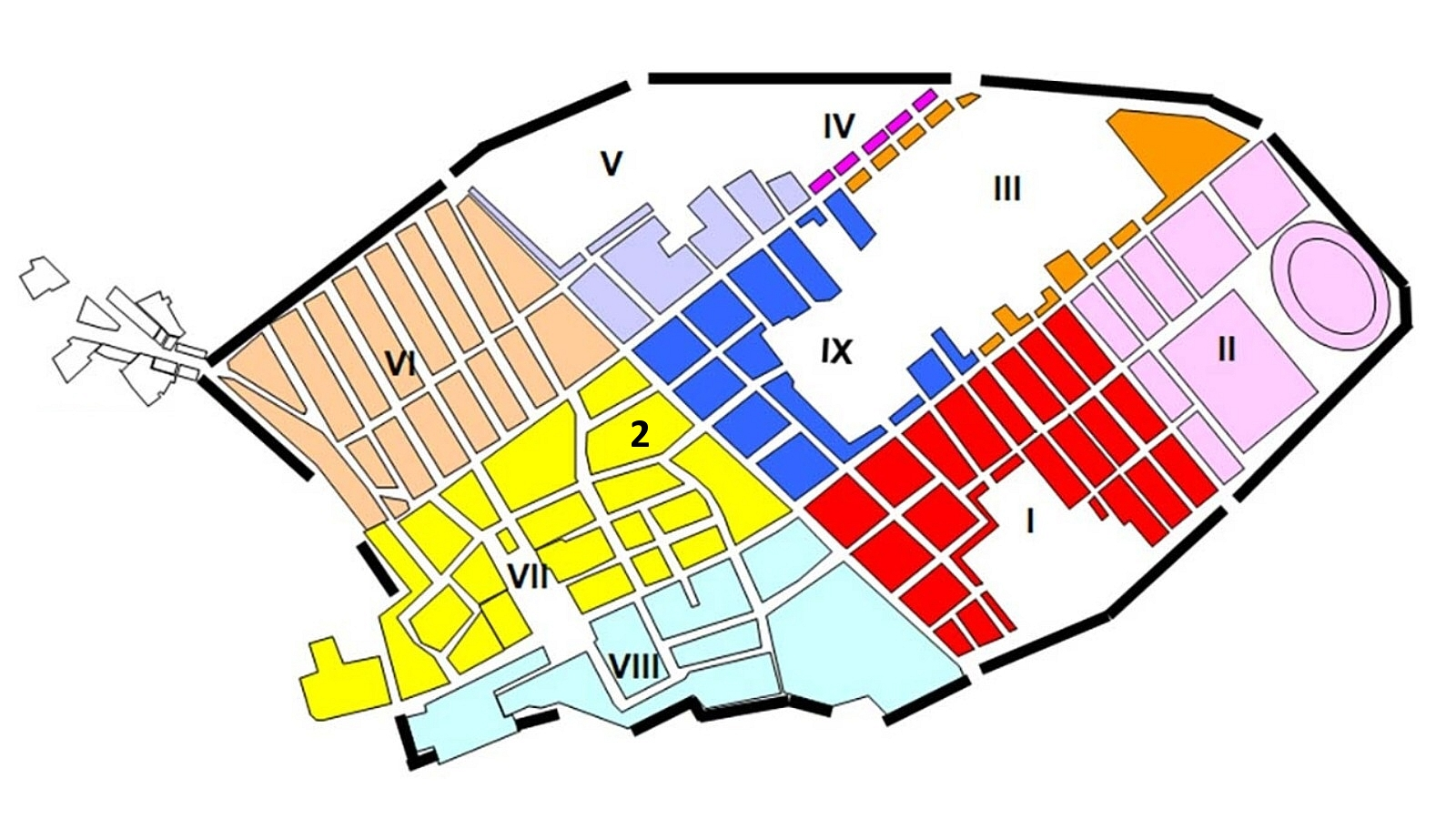
Plan von Pompeji mit Regio VII und Insula 2

Das Gemälde wurde in Regio VII in der südöstlichen Ecke der Insula 2, 6 (Haus des T. Terentius Neo) gefunden. Mit Insula werden in Pompeji größere Häuserblocks bezeichnet, die ihrerseits mehrere Miets- oder Eigentumshäuser umfassen und von Straßen begrenzt sind. Zu den Räumlichkeiten, in denen sich das Gemälde befand, gehören in der Insula 2 die Zugänge 1 bis 7. Die Eigentümer nahmen erhebliche bauliche Veränderungen an dem bestehenden Haus vor. Sie richteten eine große Bäckerei ein, behielten aber einen kleinen Teil für eine Wohnung, die direkt mit der Bäckerei verbunden war.

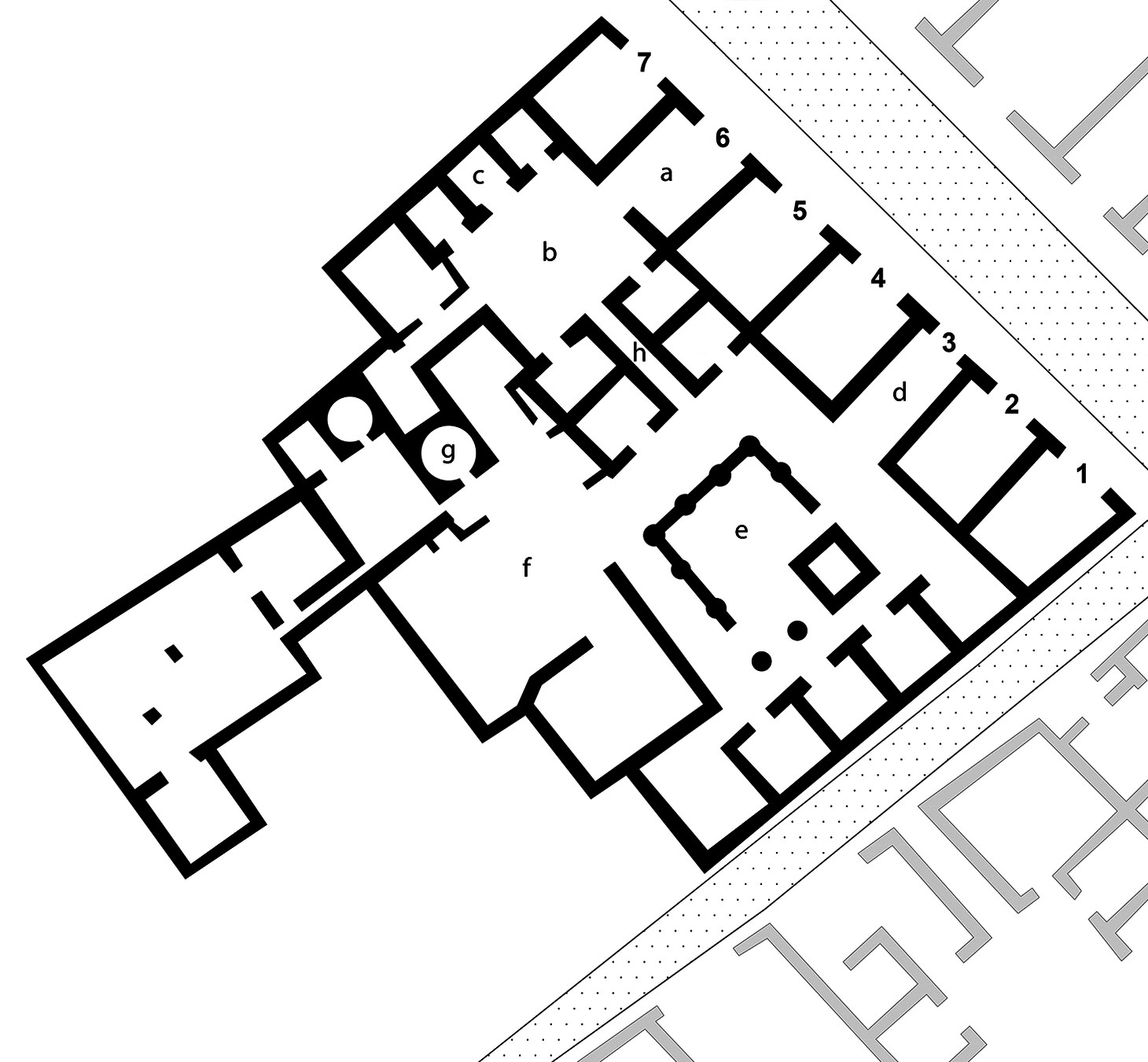
Grundriss des Hauses

In die Wohnung gelangt man durch den Zugang 6. Ein großes Vestibül (a), das aus einem ehemaligen Straßenladen hervorgegangen ist, öffnet sich hin zu einem Atrium (b). Auf der Nordseite des Atriums wurden kleine nischenartige Räume geschaffen. An der Rückwand des mittleren Raums (c), der in der Forschung als Exedra oder Tablinum bezeichnet wird, ließen die Auftraggeber das Doppelporträt anbringen. Die Wände des Raums waren im 4. Pompejanischen Stil gestaltet und entsprechend in mehrere Felder mit Ornamenten unterteilt. Die Bäckerei, die die südlichen Räume umfasste, betrat man dagegen durch Zugang 3 und gelangte über ein Vestibül (d) in ein großes Peristyl (e). Hinter dem Peristyl schloss sich ein Raum (f) mit Getreidemühlen und einem großen Ofen (g) an. Über einen Korridor (h) konnte man das Atrium der Wohnung erreichen. Auf diesem Weg blickte man direkt auf das Fresko. Es ist bezeichnend, dass sich das Bild nicht gegenüber Eingang 6 befand. Offenbar war beabsichtigt, dass Angestellte und Sklaven das Fresko von der Bäckerei aus sehen konnten.

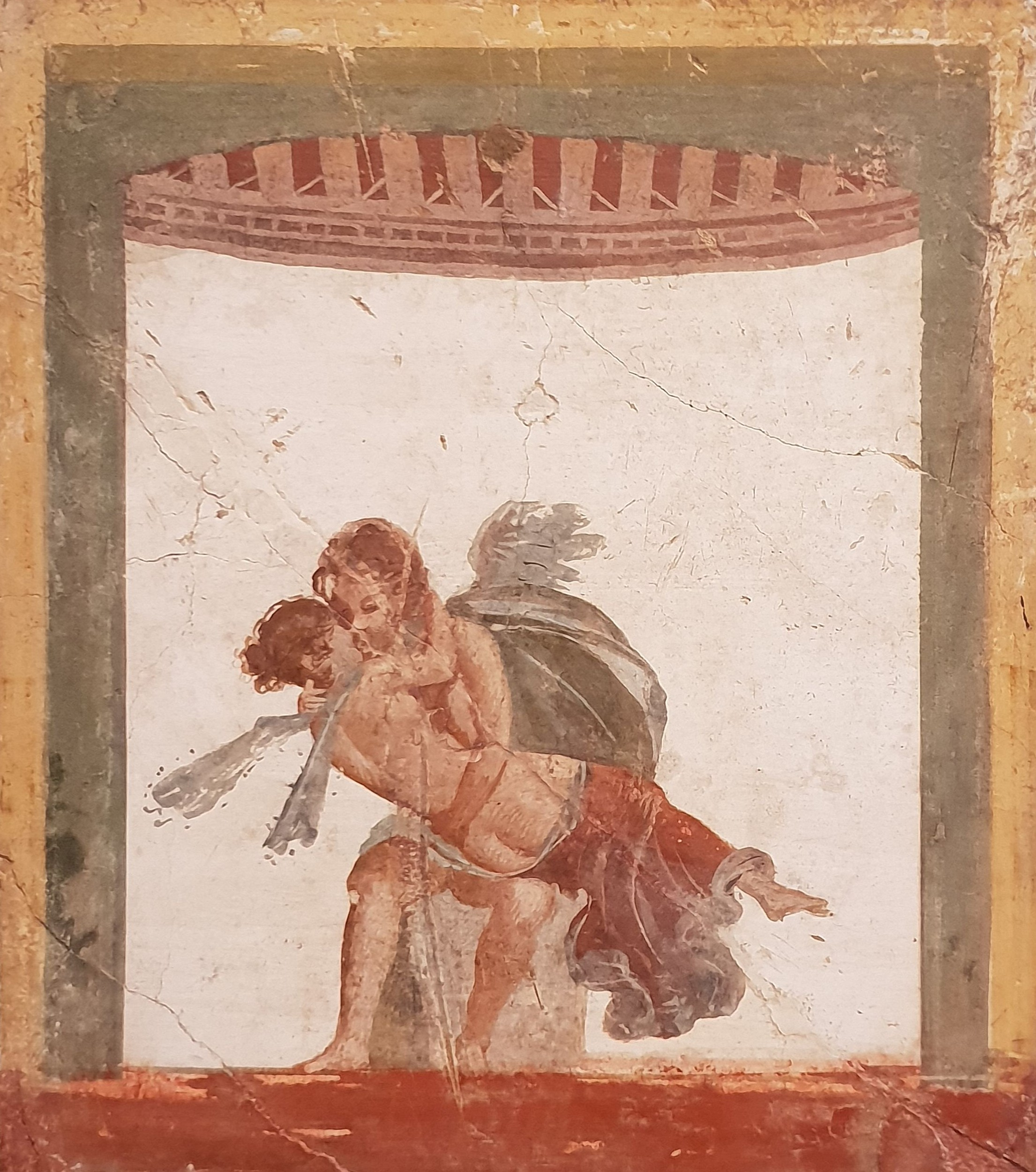
Fresko mit Amor und Psyche

Über dem Doppelporträt befand sich ein weiteres Fresko mit Amor und Psyche, das heute ebenfalls im Archäologischen Nationalmuseum von Neapel ausgestellt ist. Durch eine große Öffnung blickt man auf Amor, den göttlichen Sohn der Venus, wie er auf einem Felsen sitzt und in leidenschaftlicher Umarmung mit Psyche vereint ist. Psyche, die nach langen Prüfungen die Unsterblichkeit erlangt hat, wird dementsprechend mit Schmetterlingsflügeln dargestellt. Amors göttlicher Status zeigt sich in seinen Vogelflügeln. Das Doppelporträt und die Darstellung von Amor und Psyche standen sicherlich in einem Bezug zueinander.

## Datierung
Gelegentlich wurde versucht, das Fresko anhand der Frisur der Frau zu datieren. Sie trägt ihr Haar in einer Mode, die um das Jahr 50 n. Chr. sehr beliebt war, was dafür spricht, dass das Bild aus dieser Zeit stammt. Allerdings könnte die Frau fernab der Hauptstadt auch eine Frisur getragen haben, die dort in kaiserlichen oder elitären Kreisen längst aus der Mode gekommen war. Hauptargument für eine spätere Datierung ist aber, dass zum Zeitpunkt des Vulkanausbruchs 79 n. Chr. die Dekoration des restlichen Hauses anscheinend noch voll im Gange war, da einige Wände keinen Wandschmuck aufweisen. Daher ist eher davon auszugehen, dass das Fresko kurz vor dem Ausbruch des Vesuvs fertiggestellt worden ist.

## Identifizierung
Die Identifizierung der Dargestellten ist in der Wissenschaft umstritten. Giulio De Petra, der das Haus 1868 ausgegraben hatte, identifizierte die beiden als den Ädil Paquius Proculus und seine Frau auf der Grundlage von Wahlsprüchen, die auf einer der Außenwände gefunden worden waren. Diese Zuschreibung hat sich als falsch herausgestellt. 1926 analysierte Matteo Della Corte die Dipinti auf den Außenwänden erneut und schloss auf zwei Brüder, die der gens Terentia angehörten, einen Bäcker Terentius Proculus und einen Anwalt Terentius Neo. Della Corte glaubte, der dargestellte Mann sei der Jurist, passend gekleidet in eine Toga und mit einer Schriftrolle in der Hand. Das Doppelporträt ist daraufhin als Terentius Neo und seine Frau in die Literatur eingegangen. Della Corte nahm zudem an, dass der Eingang 6 zur Wohnung des Terentius Neo führte und der Eingang 3 zur Bäckerei des Terentius Proculus.
Heute geht man überwiegend davon aus, dass die Inschriften am Haus, die zur Wahl eines Ädilen oder Duumvir aufrufen, nicht dem Inhaber dieser Bäckerei gegolten haben, da es schwer vorstellbar ist, dass eine Person, die sich um ein hohes politisches Amt bewarb, in dieser geschäftigen, lauten und stinkenden Gegend mit Färbereien in der Umgebung gewohnt hat. Gesichert erscheint dagegen, dass die beiden Räumlichkeiten mit den Zugängen 3 und 6 zusammengelegt wurden und im südlichen Teil eine Bäckerei eingerichtet war. Daher dürfte es sich bei den beiden Porträtierten um die Eigentümer der Wohnung und der Bäckerei und zugleich um die Auftraggeber handeln.

## Interpretation
Das ursprüngliche Bilderensemble, bestehend aus dem Doppelporträt des Bäckers und seiner Frau einerseits und der Darstellung von Amor und Psyche andererseits, vermittelte dem Betrachter mehrere Botschaften hinsichtlich der sozialen Stellung des Paares und ihrer Beziehung zueinander, wie insbesondere der Standort der Gemälde nahelegt. Der Blick des Paares ist aus Sicht der Bäckerei besitzergreifend, sie überwachen gemeinsam ihre Angestellten und Sklaven aus einer gleichsam gelehrten und gebildeten Position heraus. Zugleich demonstriert die Abbildung den Status der Eigentümer, die sich abseits des Lärms und der Arbeit in der Bäckerei mit ruhigen und erholsamen Tätigkeiten wie Lesen und Schreiben vergnügen können. Für die Arbeiter könnte das Porträt des Bäckers und seiner Frau auch ein Anreiz gewesen sein, auf den selbstständigen Betrieb eines ähnlichen Gewerbes hinzuarbeiten. Die Porträtierten wollten darüber hinaus ihre gegenseitige Liebe, die nach ihrem Dafürhalten so groß wie die von Amor und Psyche war, zum Ausdruck bringen und vielleicht auch ihren Wunsch, dass diese Liebe wie die des göttlichen Paares ewig andauern möge.

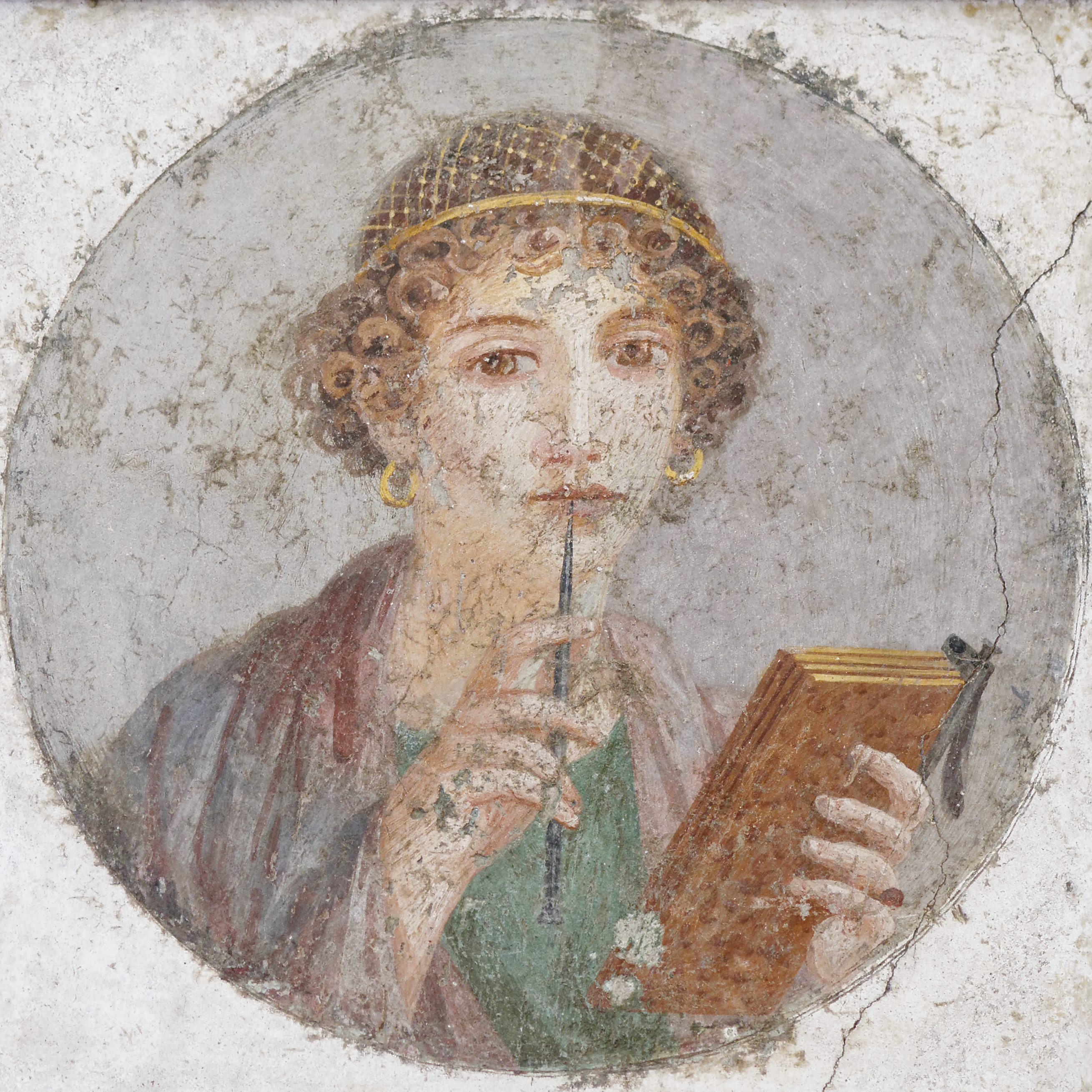
Sogenanntes Sappho-Fresko aus Pompeji

Die Zuordnung von Wachstafel und Griffel zur Frau und der Schriftrolle zum Mann entsprach einem antiken Schema. Wachstafel und Griffel mit einer ähnlichen Handhaltung finden sich auch auf dem sogenannten Sappho-Fresko, das ebenfalls aus Pompeji stammt. Diese Typisierung gab Anlass zu einigen Vermutungen. So sollen die literarischen Attribute der Frau generell auf die Darstellung einer Muse verweisen. Die Schriftrolle muss dann auf die Erziehung und den Beruf des Mannes hindeuten. Daher nahm man an, dass es sich um einen Gelehrten oder Juristen handeln dürfte, der sich mit einer Muse oder zumindest mit seiner Frau als Muse abbilden ließ. Allerdings spricht die realistische und detaillierte Wiedergabe der Gesichtszüge klar gegen eine Idealisierung oder Typisierung. Die Schreibgeräte dienen vielmehr dem Ausdruck einer Identität. Schlüssiger erscheint daher die Annahme, dass es sich hier um die Darstellung eines neuen, alltäglichen Frauenideals handelt: die gebildete Ehefrau, die mit ihren Schreibwerkzeugen gewissenhaft Aufzeichnungen führt und damit ihre Tugendhaftigkeit unter Beweis stellt. Die Übernahme dieses kultivierten Ideals wirkt sich auch bildlich auf das Verhältnis zwischen den Partnern aus. Nun stehen im Gegensatz zu den Familienporträts aus dem Augusteischen Zeitalter die Liebesbeziehung und die Partnerschaft im Vordergrund.

## Porträtstil

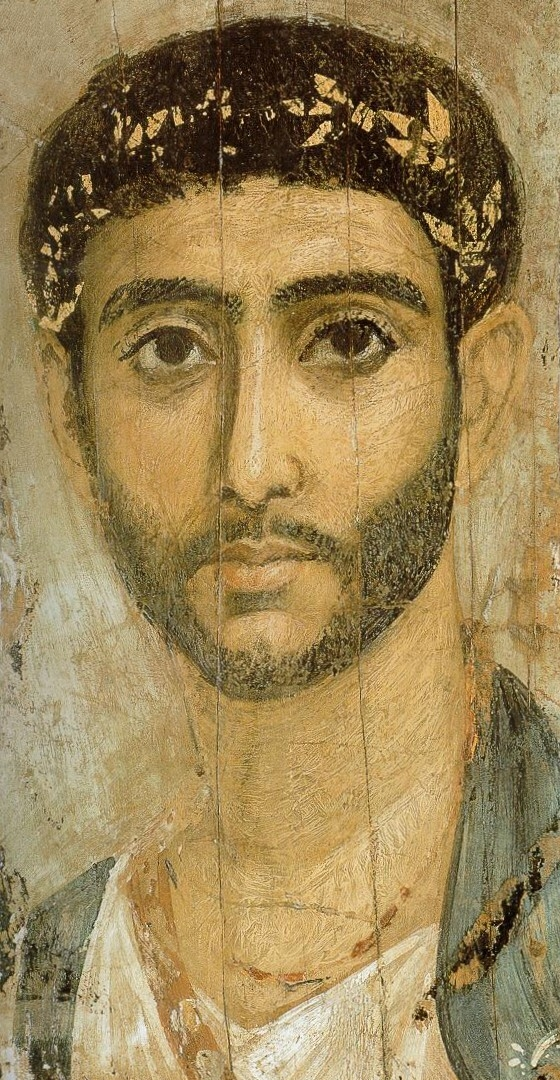
Mumienporträt aus dem Fayyum

Das Fresko ähnelt stilistisch ägyptischen Mumienporträts aus dem Fayyum-Becken, die mit Enkaustik oder Tempera auf Holztafeln gemalt wurden, um über den Gesichtsteil einer Mumie gelegt zu werden. Gemeinsam ist beiden Porträttypen die frontale Pose der Dargestellten, ihr direkter Blick auf den Betrachter und die Hervorhebung physiognomischer Besonderheiten. Die Porträtierten, die in ihrer Darstellung sicher gewissen Konventionen unterworfen sind, verkörpern keine Standardtypen oder modischen Spiegelbilder von idealisierten kleinen Göttern und Göttinnen. Vielmehr wird auf Details geachtet, die die Dargestellten auszeichnen und individualisieren. Im Gegensatz zu den Fayyumporträts diente das Fresko zur häuslichen Zurschaustellung und verdeutlichte den Wunsch nach Anerkennung und Prestige im Diesseits. Der Porträtstil, wie er sich auf den Tafelbildern aus dem Fayyum und auf den Wandbildern aus Pompeji findet, gilt als genuin römische Errungenschaft und war in der Antike weit verbreitet.